# Joan Flotats
Joan Flotats i Llucià (pron. catalana: /d͡ʒuˈan fɫuˈtats i ʎu.siˈa/; Manresa, 1847 – Barcellona, 1917) è stato uno scultore spagnolo.

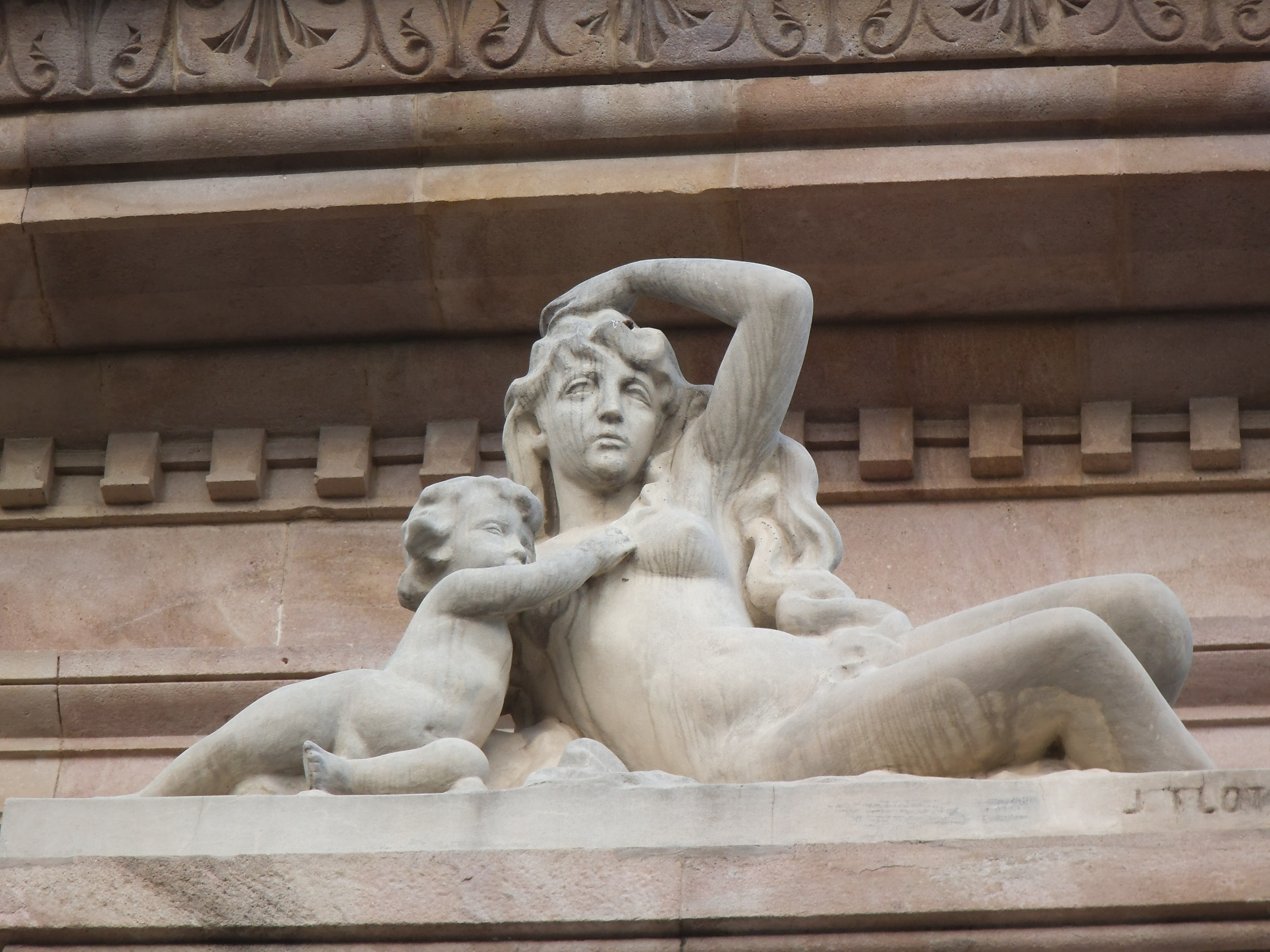
Danae (1884), alla Fontana della Cascata nel Parco della Cittadella

Allievo dei fratelli Agapito e Venanci Vallmitjana, la sua formazione fu dedicata principalmente alla produzione di immagini religiose. A contribuito alla decorazione scultorea della Cascada del Parco della Cittadella, lavorando assieme al figlio Llorenç Matamala i Piñol. In seguito realizza l'Incoronazione della Vergine Maria per i Cinque Misteri della Gloria del Rosario Monumentale di Montserrat e l'Annunciazione nella cripta della Sagrada Família.